# Суданска савана
Суданска савана је широк појас тропских савана који се пружа преко истока и запада афричког континента, од Атлантског океана на западу до Етиопске висоравни на истоку. Сахел, прелазни појас између пустиње и саване, лежи на северу, између Суданске саване и Сахаре. На југу се налази екотон између саване и шуме, на прелазу Суданске саване и гвинејских и конгошких тропских кишних шума.

## Екорегион
Светски фонд за природу дели Суданску савану у два екорегиона, одвојена Камерунском висоравни. Западносуданска савана се протеже од Атлантског океана до источне Нигерије, а Источносуданска савана се протеже од Камерунске висоравни до Етиопске висоравни.